# 田屋川原の戦い
田屋川原の戦い（たやがわらのたたかい、文明13年の砺波郡一揆とも）は、戦国時代の文明13年2月18日（1481年3月18日）に、福光石黒家・医王山惣海寺勢と、井波瑞泉寺・土山御坊(後の勝興寺)を中心とする一向一揆勢との間で行われた戦い。
この戦いにおいて福光石黒家・医王山惣海寺勢は大敗を喫した上に本拠地も失って滅亡し、逆に勝利した一向一揆勢は瑞泉寺・土山御坊による砺波郡支配体制を確立したとされる。越中国における最初の一向一揆として著名な戦いであるが、この戦いについて詳細に語るのは後代に瑞泉寺で編纂された「闘静記」という史料しか存在しない。同時代史料による記録が一切存在しないことから、その実在性を疑う説も根強い。
現在では、「闘静記」の語る通りの「田屋川原の戦い」が本当にあったかどうかは疑わしいが、この戦いの元になった一向一揆は確かに存在し、この時期に石黒家・惣海寺の没落と越中一向一揆の伸張がもたらされたのは事実であるとする説が主流である。

## 概要

### 背景

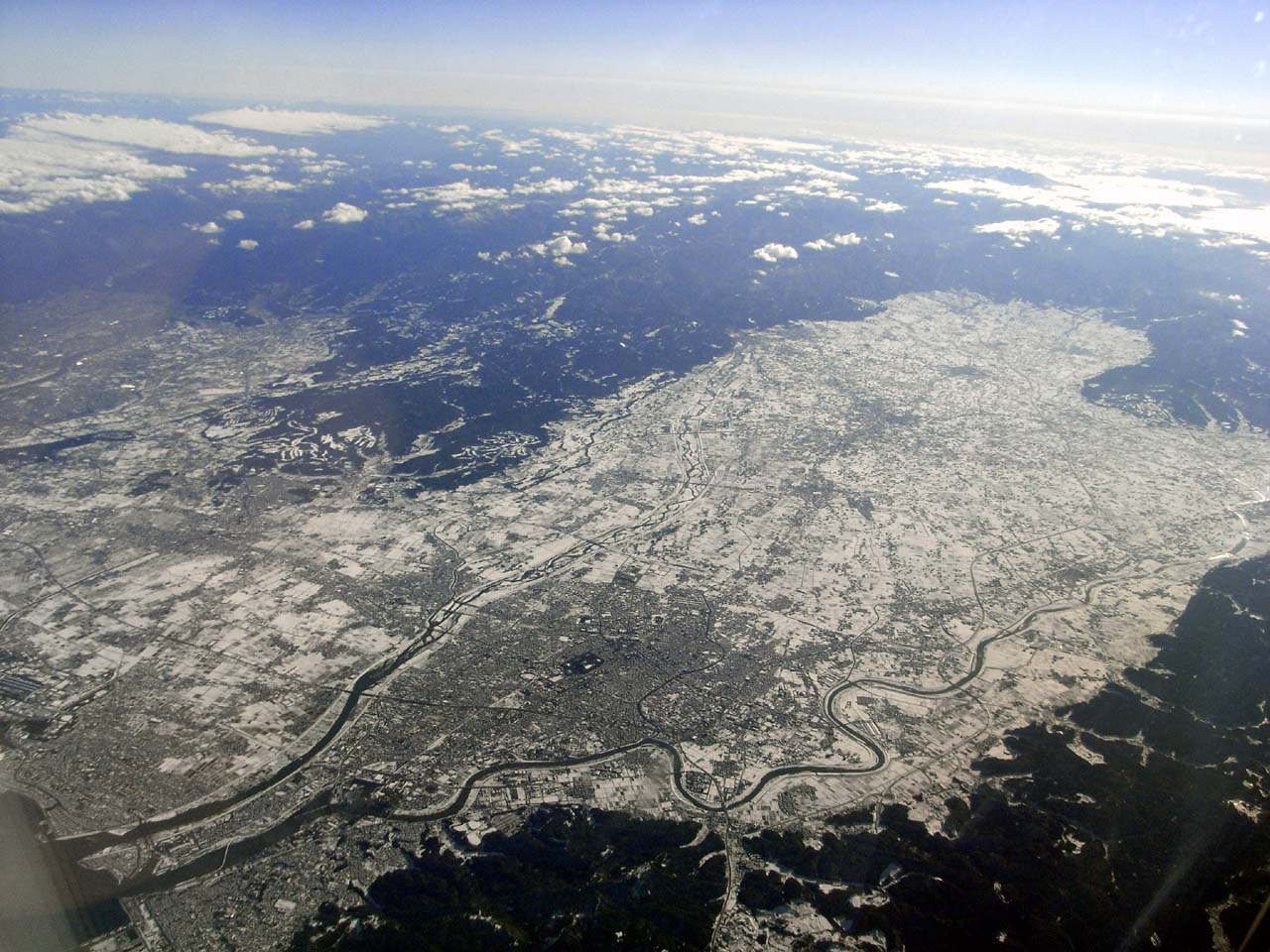
砺波平野の航空写真。画像右上の平野最南端部に石黒荘は位置していた。

越中国砺波郡には平安時代末から石黒荘(旧福光町を中心とする現南砺市平野部に相当する)を拠点とする武士の石黒家が存在しており、南北朝の内乱を経て畠山家が越中守護となった室町時代においても健在であった。石黒荘と石黒家を中心とする砺波郡の在り方を一変させたのが、16世紀初頭に始まる浄土真宗教団の急速な発展であった。「闘静記」は、砺波平野における浄土真宗教団の急速な拡大と、それによる教団と守旧勢力(石黒武土団・真言宗系教徒)の対立こそが「田屋川原の戦い」をもたらした要因であったと語る。
越中における真宗教団は、 既に14世紀半ばに水橋方面に小規模な門徒団があり、1530年に越中に下向した綽如によって瑞泉寺が建立されているが、いずれも小規模なものであった。越中における真宗門徒を爆発的に増加させたのが文明3年に始まる蓮如の吉崎滞在であり、「田屋川原の戦い」の戦場となった南砺市内にも元々は真言宗系寺院であったが、文明年間に蓮如の教えを受けて浄土真宗に改宗したと伝えられる寺院が多数現存する。このような既存寺院の浄土真宗への改宗と本願寺教団の形成は旧来の勢力(石黒家・医王山惣海寺)の権益を犯すものであり、両者の対立は深まった。
浄土真宗教団は越中のみならず北陸道全体で信者を増やし、文明6年に加賀国富樫家で内紛が起こった際には加賀一向宗が富樫政親方の勝利に大きく貢献し、北陸地方で初めて一向宗の勢力を知らしめた。翌年には富樫政親と加賀一向宗の間で戦が起こり、加賀一向宗徒の一部が「越中マデ退去」したことが記録されており、この時すでに越中にも真宗教団が形成され加賀国一向宗徒と連携を取っていたことが窺える。
しかし富樫家と加賀一向宗徒の戦いは終わりを見せず、業を煮やした富樫政親は加賀一向宗徒と連携を取る砺波郡の一向宗徒討伐を石黒家に依頼した。かねてから砺波郡内の真宗教徒が一揆を行うことを警戒していた石黒家当主石黒光義はこの依頼に応じて砺波郡真宗教団の中心地=井波瑞泉寺への出兵を決め、これによって福光石黒家と井波瑞泉寺の中間地点たる田屋川原において戦端が開かれるに至った。

## 参戦勢力

### 一向一揆方

#### 瑞泉寺

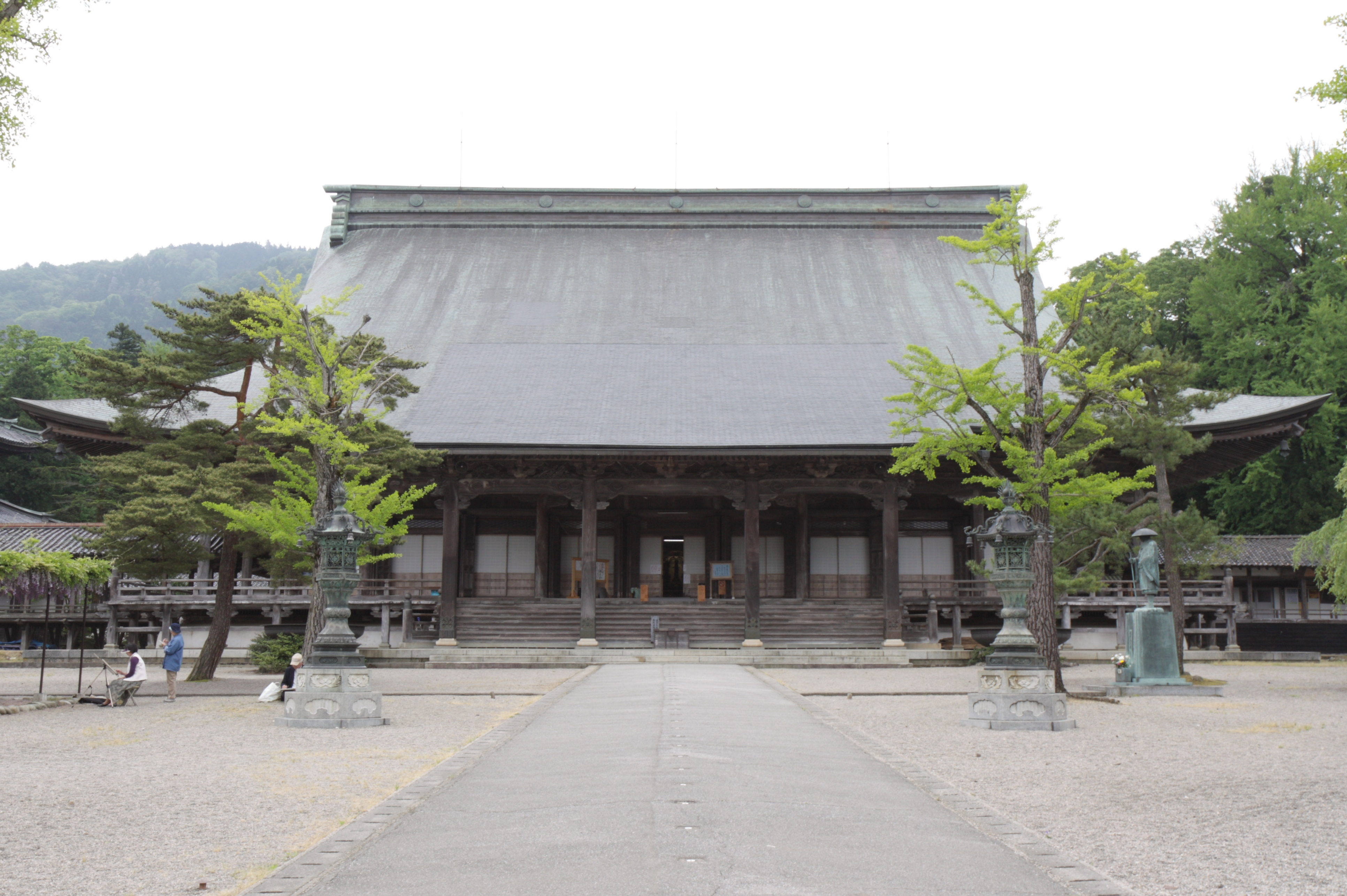
現在の真宗大谷派井波別院瑞泉寺本堂

瑞泉寺は明徳元年(1390年)に「遼遠の境」に赴いた本願寺五世綽如が現地の杉谷慶善の協力を得て創建した寺院であり、越中における最古の本願寺門流真宗系寺院であった。しかし、綽如が退去した後の瑞泉寺は半世紀近くにわたって無住職の時代が続いており、1430年代後半に至って6代巧如によって息子の如乗が派遣されてきた。ところが、その如乗も瑞泉寺の地が「不弁」であることを理由に立ち退き、加越国境地帯に移って二俣本泉寺の創始者となった。如乗は娘の如秀に蓮如の次男蓮乗を偶し、蓮乗は二俣坊と瑞泉寺を兼ねる往寺となった。しかし、蓮乗は病弱であったため、実際に教団を差配していたのは如乗の妻で、蓮乗の義母に当たる勝如尼であったと伝えられる。このように、瑞泉寺は緯如による開基後長らく正式な住職がいない時代が続き、8代蓮如の時代に至って住職が派遣されてきたものの、その多くは加越国境地帯の本泉寺に本拠地を置き瑞泉寺とは距離を置いていた。
一方、住職のいない瑞泉寺では現地の者が寺を運営していたようであり、文明2年(1470年)に蓮如が訪れた時瑞泉寺の留守をしていたのは瑞泉寺の開基に携わった杉谷慶善の娘如連であった。この如蓮は「時宗の徒」であったとされており、純粋な浄土真宗門徒ではなかった。また、綽如に随従してきた下間慶乗は「竹部」を名垂って現地に定住したとされるが、この末裔こそが田屋川原の戦いで活躍した「竹部豊前」であるとみられ、この「竹部家」も瑞泉寺を運営する地元の有力者であったと考えられる。
草野顕之は、この頃の瑞泉寺では杉谷家や竹部家のような外護者や植越が運営の主体となっており、このような勢力が強い発言権を有していたからこそ、如乗らは瑞泉寺を「不弁」であるとして距離を置いていたのではないかと推測している。これを裏付けるように、蓮欽の瑞泉寺における立場は「契約による留守分」、その子賢心は「契約往持分」と記録されており、後代に至るまで杉谷家や竹部家といった現地勢力が本願寺本流をしのぐ権勢を得ていたことが窺える。
一向一揆を主導したのは現地勢力であって、 本願寺本流はむしろ一揆に消極的であったというのは、蓮如の文明6(1474)年の加賀一揆に対する態度からも裏付けられる。蓮如は文明5年11月の捉十一カ条において「念仏者において、国の守護・地頭を専らにすべし」と述べて在地勢力を尊重したが、 このような蓮如の態度にもかかわらず翌年に加賀で一向一揆が起こり、 更にその翌年に蓮如は十カ条旋で改めて守護・地頭への協調を指示している。 すなわち、蓮如は守護勢力に対する反抗を批判否定しつつ、 一方でこのような門徒衆を破門できないというジレンマを有しており、 このような蓮如の立場はそのまま如乗の瑞泉寺に対する態度と共通している、と考えられる。

#### 土山御坊(勝興寺)

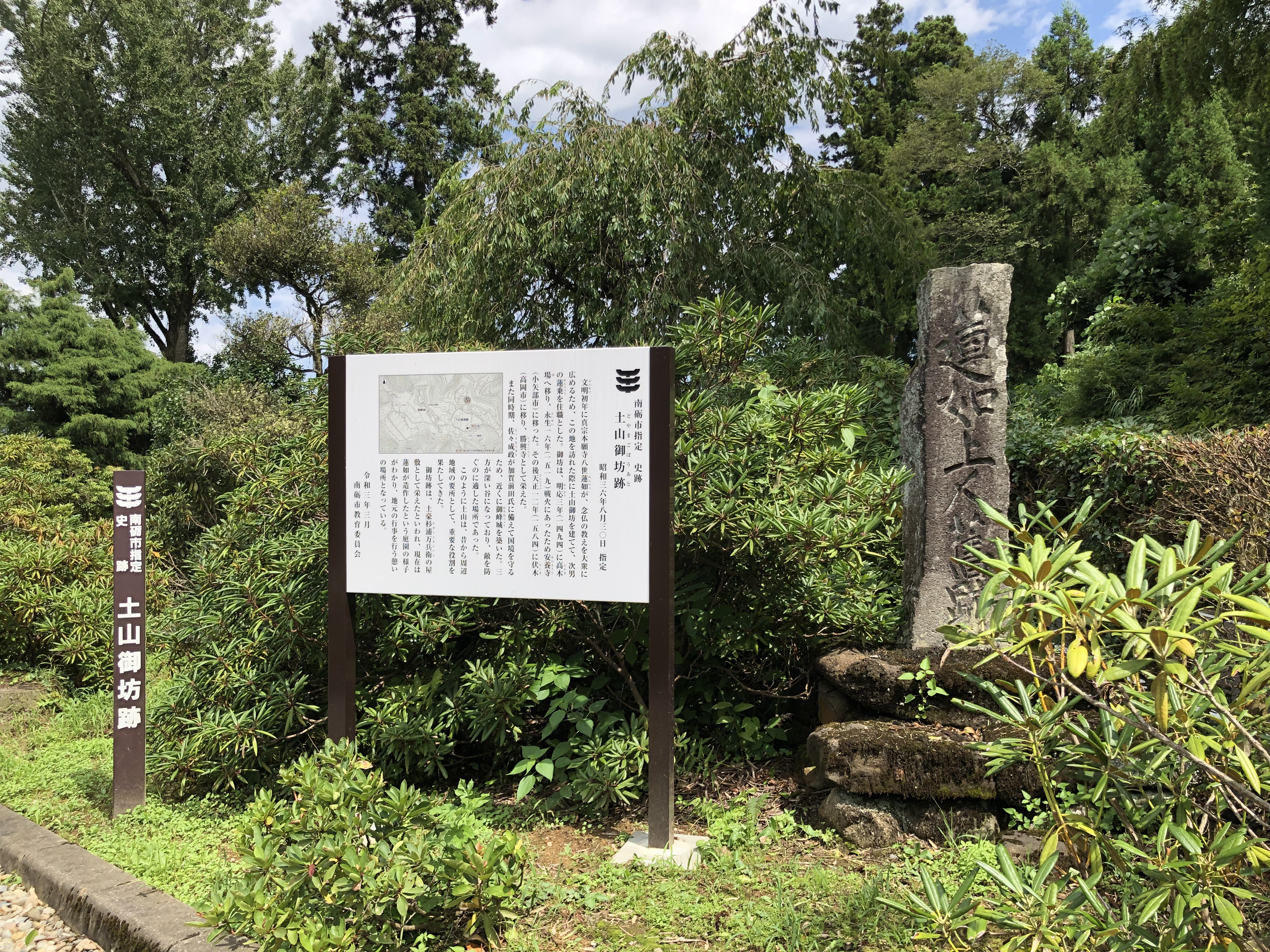
土山御坊跡地（現南砺市・旧南蟹谷村）

土山御坊は、先述したように勝如尼が開いた御坊であり、現在高岡市伏木に位置する勝興寺の前身となる勢力である。「田屋川原の戦い」が起こった頃には蓮如の4男である蓮誓が蓮乗に迎え入れられて土山坊に入っていた。
後述するように、「田屋川原の戦い」では土山に寄宿する坊坂四郎なる人物が一向一揆方の勝利に多大な影響を与えた。しかし、土山御坊-特に当時の往持たる蓮誓が「田屋川原の戦い」にどのような立場で臨んだかについては諸説ある。金龍静はこの時期の土山御坊は加賀教団の強い統制下にあって独立的な存在ではなかったことを指摘し、草野顕之も金龍説を支持して土山御坊は主体的に「田屋川原の戦い」に関わっていなかったと述べる。草野顕之は「闘静記」には「土山に寄宿する坊坂四郎が動いた」としか記されず、少なくとも土山の往寺である蓮誓は本泉寺の勝如尼の意向を受けて積極的に戦いに関わっていなかったと考えられる。
なお、「闘静記」には「安養寺(土山)を大将と定めた」とあるが、後述するようにこの記述は後世(少なくとも永正18年/1519年)以後に書き足された可能性が高いと指摘されている。後に土山御坊が加賀教団の統制を離れ端泉寺とともに越中教団を代表する寺院に成長していく中で、土山御坊が「田屋川原の戦い」において主導的な立場にあったとする記述が追記されたのだと考えられている。

#### 坊坂四郎左衛門

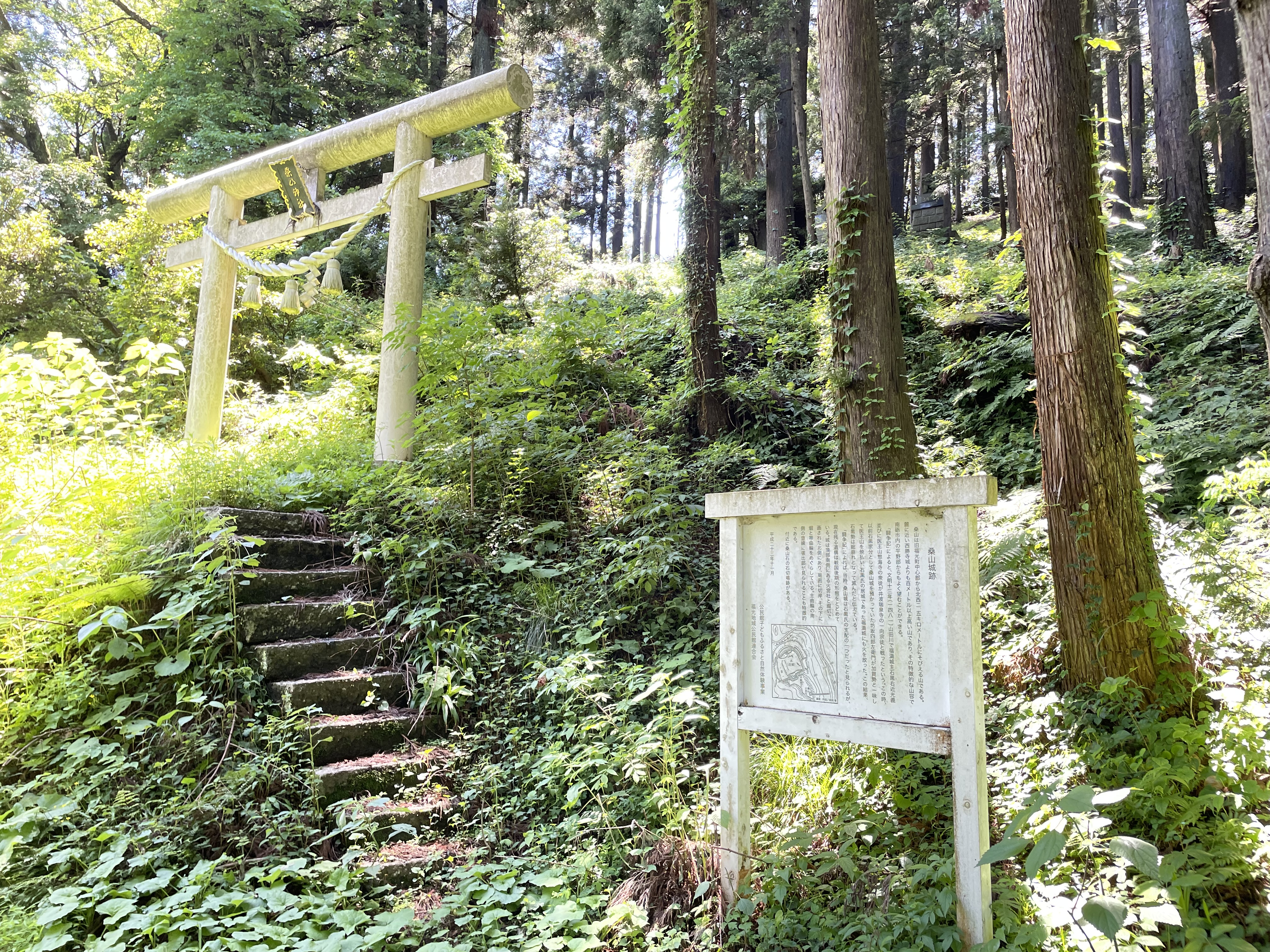
桑山城址（現南砺市・旧石黒村川西）

「闘静記」によると、「石黒家分として桑山城を預かっていたが、仔細あって城を退去した坊坂四郎左衛門」なる人物が土山御坊に寄寓しており、田屋川原の戦いでの一向一揆軍の勝利に決定的な役割を果たしたとされる。この「坊坂四郎左衛門」は砂子坂道場（現在の城端別院善徳寺・光徳寺の前身）を開いた高坂治部卿尉と同族の、「高坂四郎左衛門」と同一人物と推定されている。
光徳寺の由緒によると、文明年間に加賀国井家荘砂子坂に高坂四郎左衛門という武勇を知られた武士がおり、子がいなかったことから舎弟の高坂治部卿尉を後嗣としたとされる。高坂治部は吉崎滞在中の蓮如に教えを受けて道乗という法名を名乗り、やがて砂子坂に道場を開いた。後に砂子坂道場を訪れた本願寺8代蓮如は本願寺血族の蓮真を砂子坂に入れ、この蓮真の後裔から城端別院善徳寺が興ることとなる。一方、蓮真の後裔が離れた後も砂子坂に残った高坂治部卿＝道乗の後裔が光徳寺を興し、後に砂子坂道場が炎上すると石黒郷法林寺村に移り、現代まで続いている。

#### 近在百姓
「闘静記」には「近在百姓」2000 名余りが瑞泉寺の下にはせ参じたと記されているが、ここで言う「近在」とは、後に瑞泉寺与力となった「河上(小矢部川上流)」 地方を指すとみられる。河上地方は別に「河上十郷」とも呼ばれているが、これは石黒荘に属する諸郷(院林郷・石黒郷・吉江郷・弘瀬郷・太海郷・山田郷・直海郷・大光寺郷)に山斐郷や高瀬郷などを加えた地域(ほぼ現在の南砺市平野部に相当する)とみられる。
なお、前後の文脈からはこの「近在」には砺波郡の中でも西北部（旧福岡町・現小矢部市一帯）は含まれていないと考えられる。

#### 五箇山勢

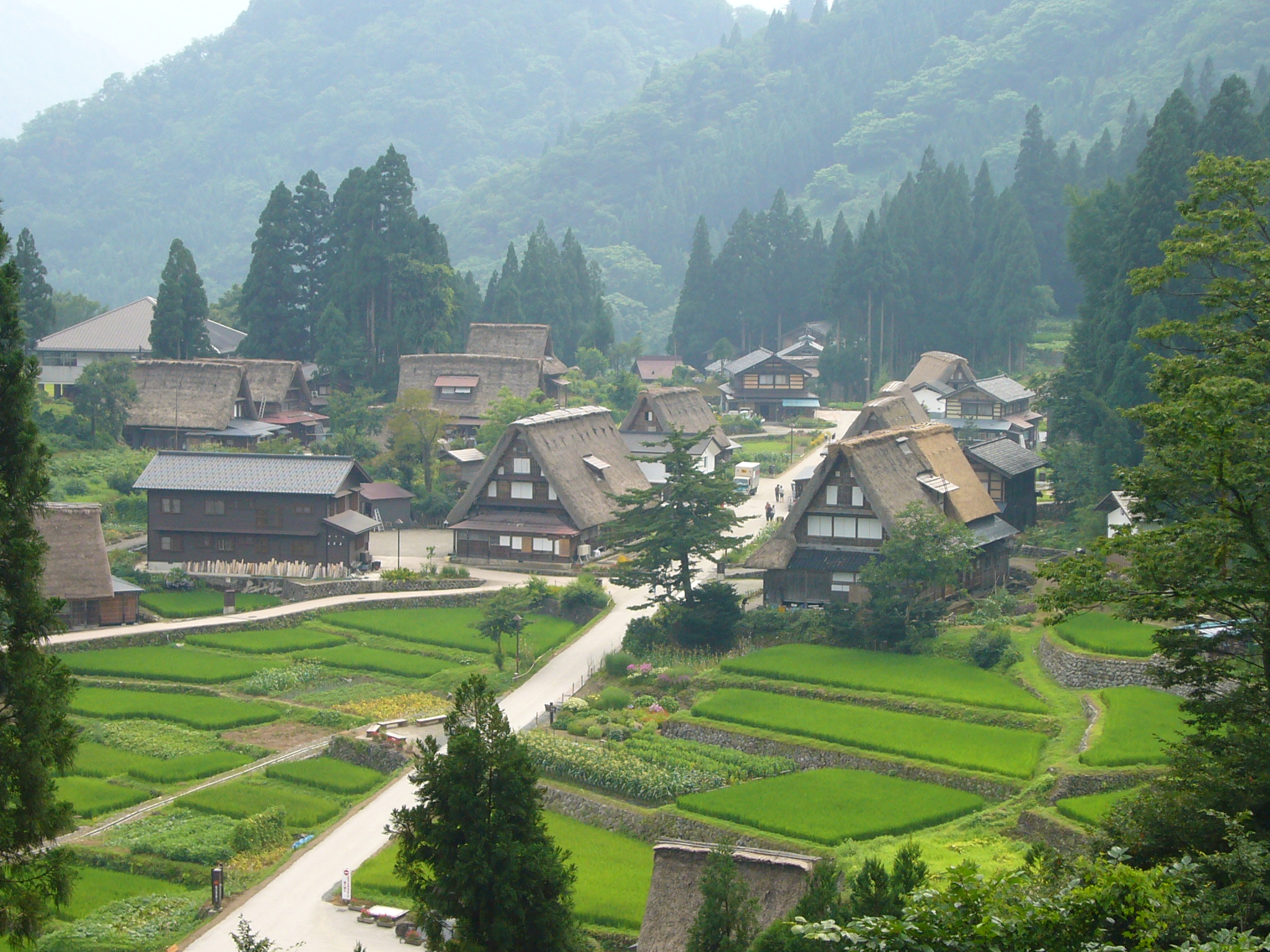
五箇山の相倉合掌集落

五箇山（砺波郡最南部の山間地帯で、旧利賀村・平村・上平村に相当する）では15世紀末から16世紀はじめにかけて越前本覚寺系の教線が広がっていたが、蓮如に直接教えを受けた赤尾道宗の献身的な活動によって急速に本願寺教団の教えが広がっていた。
「闘静記」によると田屋川原の戦いには「五箇山勢300名余り」が参戦し、敗戦の際には瑞泉寺蓮誓を五箇山の栃原（写本によっては「下原」とも。ともに旧利賀村西北部）に匿う手筈になっていたという。

### 福光石黒家・惣海寺方

#### 福光石黒氏

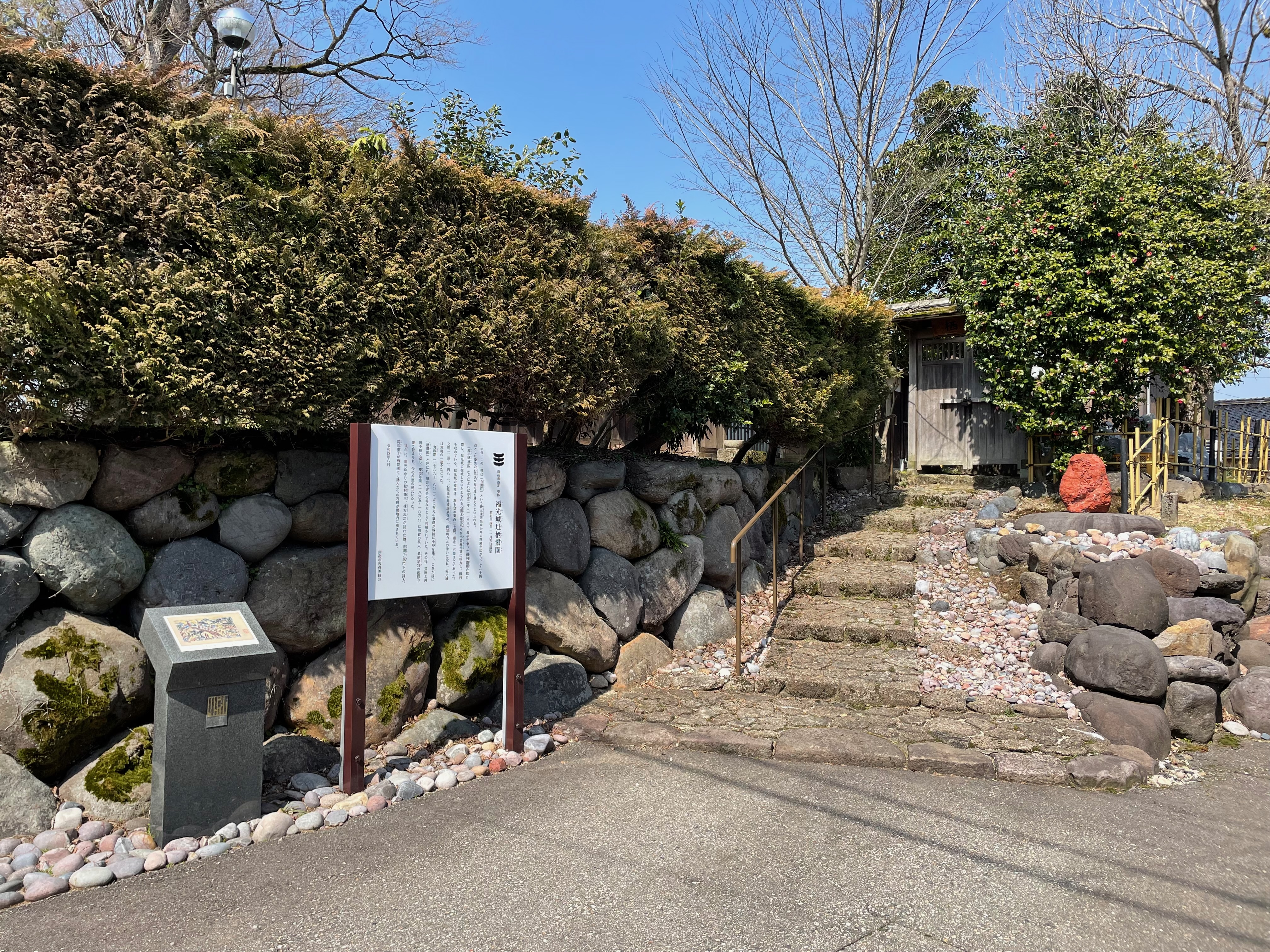
福光石黒家が本拠とした福光城址(現栖霞園)

石黒氏は古代砺波郡を支配した豪族・利波臣志留志の末裔とされる一族で、平安時代末期から戦国時代初頭にかけて砺波郡において最も有力な武士団であった。現在の南砺市福光町一帯を代々拠点とし、多数の分家を輩出したが、後述するように 「田屋川原の戦い」 に敗れたことで福光における石黒家は断絶した。そのため、戦国時代中期以後は現在の高岡市旧福岡町地域の木舟城を拠点とする分家の活動のみが記録されている。「闘静記」には「石黒光義」なる人物がこの頃当主であり、一向一揆との戦いを主導したと記されている。
現存する越中石黒家の系図資料は全て木舟城石黒家のものであり、「田屋川原の戦い」に加わった「石黒光義」の系講は伝わっていない。ただし、石黒治男所蔵「越中石黒糸図」では倶利伽羅峠の戦いで活躍したとされる「石黒光弘」に「光房(弥太郎)」 と「光宗(二郎兵衛尉)」という二人の息子がいたとし、そのうち「光宗」の家系から木舟城石黒家が出てきたと記す。久保尚文は、「光宗」の兄「光房」とその孫「光清」もまた石黒宗家の通字である「光」を有していることから、「石黒光房-光清」の子孫こそ福光石黒家の宗家であり、石黒光義もその一員ではないかと推測している。
なお、安達正雄は木舟城石黒家の系図には「左近」の称が頻出する一方で、福光石黒家の石黒光義が「右近」を称していることから、「石黒一族は砺波郡を2分して福光と木舟の両城主が所領し、福光城主を右近、木舟城主を左近と称していた」とするが、久保尚文はこの説にそぐわない事例もあることを指摘している。

#### 医王山惣海寺

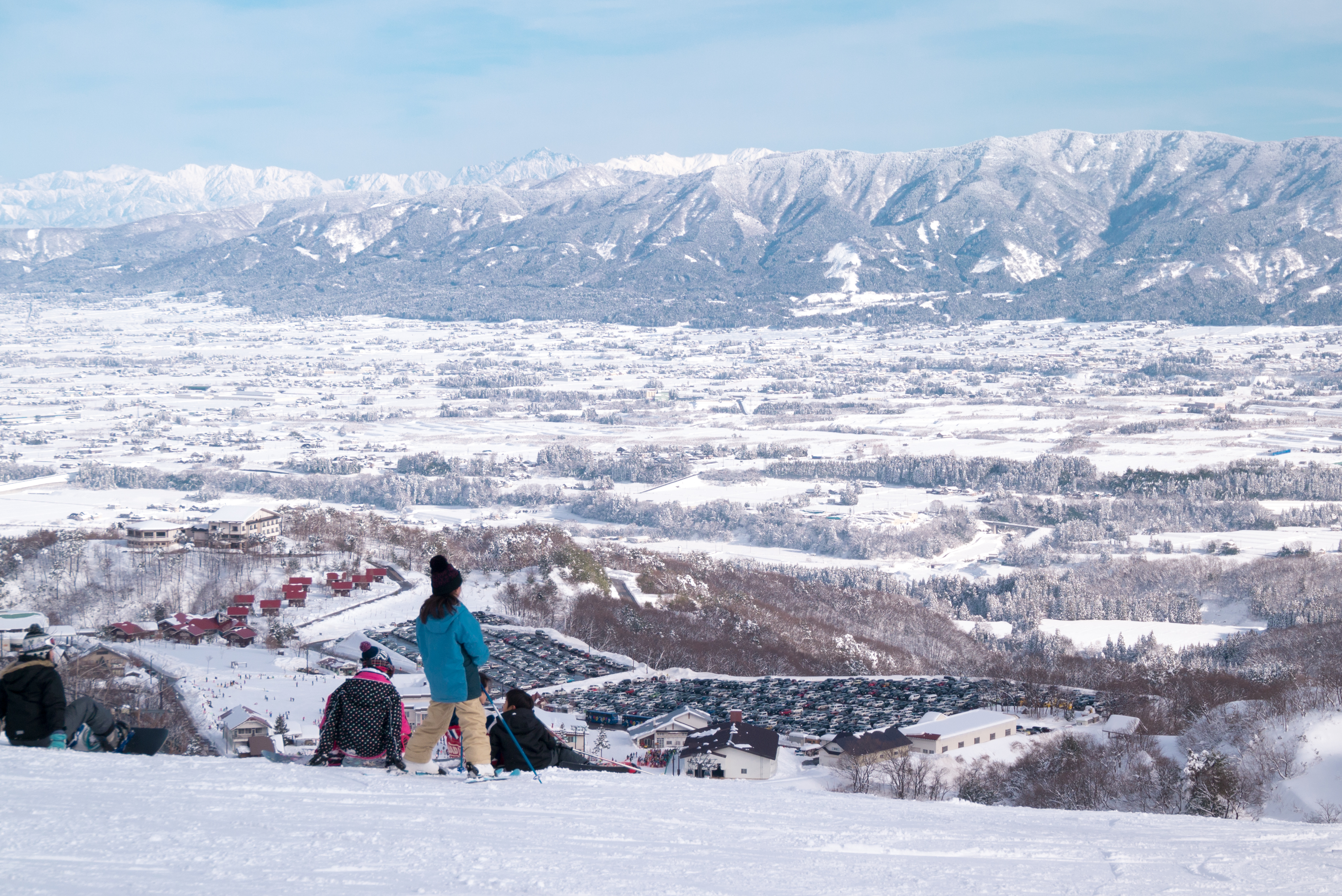
イオックス・アローザスキー場（現南砺市・旧西太美村）から望む砺波平野。「イオックス」という名称は「医王山」に因む

「闘静記」によると、「田屋川原の戦い」で福光石黒家に味方した医王山惣海寺は泰澄大師が建立した寺院であり、「四十八坊」と称される多数の堂舎・寺坊から成り立っていたとされる。後述するように「田屋川原の戦い」によって惣海寺は全焼し現存しないが、現在でも医王山周辺の広範な地域に堂舎・寺坊に由来する小字名が残っている。
また、鎌倉時代の弘長2年(1262年)付の円宗寺領石黒荘に関する訴えの記録(「関東下知状」)が残っており、そこには「泰澄大師建立の白山末寺」柿谷寺の領有権を巡って地頭と円宗寺の間で訴訟があったことが伝えられている。この記録からは、中世の医王山には白山系修験道勢力が浸透していたこと、またその寺院の発展には地元の武家勢力が密接な関係を有していたことが看取され、このような関係が「田屋川原の戦い」における福光石黒家と惣海寺の同盟につながったとみられる。
なお、惣海寺が参戦した理由として「一向宗が広まることで天台宗徒も日に日に一向宗に改示していこと」が挙げられているが、これは現存する真宗系寺院の由緒からも確認される。

#### 加賀富樫氏
加賀国守護の富樫氏こそが先述したようにこの戦闘を引き起こした張本人であり、直接戦闘には加わらなかったものの、本泉寺など加越国境地帯の真宗系寺院が瑞泉寺に協力しないよう働きかけていたとされる。
なお、越中国本来の守護である畠山氏は田屋川原の戦いに一切関わっていないかに見えるが、これはこの問題の核心が加賀にあって、越中の国内問題とはみなされていなかったためと推測されている。

## 戦闘

### 戦闘にいたるまで

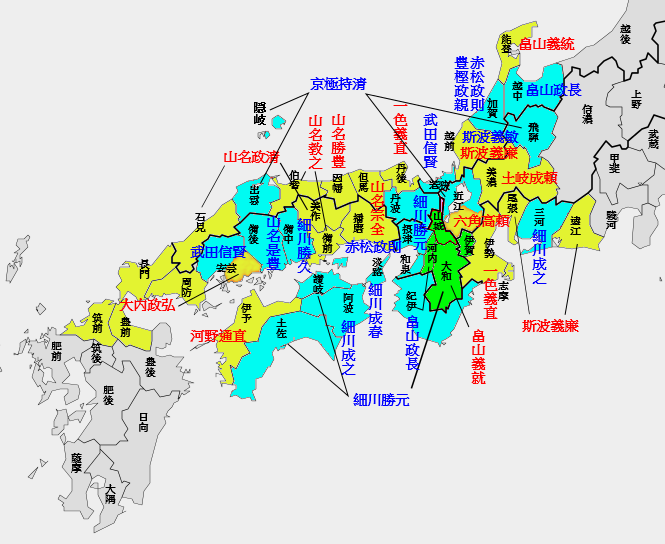
応仁の乱（1467年）時の大名領

「田屋川原の戦い」について唯一記す「闘静記」は、この合戦のきっかけを文明7年(1475年)に加賀国守護富樫政親によって蓮如が吉崎を追い出されたことにあるとする。蓮如の吉崎退去に不満を抱いた加賀国石川・河北二郡の一向宗徒は連年一揆を起こして対抗したものの、富樫政親はこれを弾圧して首謀者の坊主・百姓10人あまりの首を切り、そのほかの者は国外に追い出された。加賀から追い出された宗徒の行き先こそが隣接する越中国砺波郡の瑞泉寺であり、坊主200人余りに加えて数えきれないほどの百姓町人が瑞泉寺に寄り集まったという。
しかしこれ以後も加州(加賀国)では合戦がやむことはなく、業を煮やした富樫政親は砺波郡を支配する福満(福光)城主石黒光義に以下のように申し送ったという。
富樫政親からの要請を受けて、石黒光義は一族を集めて評定を開いたが、一族の意見はまちまちで対応はなかなか決まらなかった。そこで石黒光義は「近年一向宗蔓延り、ややもすれば国主に対し我促を働く。その上、瑞泉寺へ加州より逃集まる坊主ども、もし一揆を起こし加賀のごとく騒動に及べば、国の乱と申すものたり、まだ子の企て無き中に瑞泉寺を焼き滅ぼし、院主・坊主とも絡めとるべきなり」と述べて、2月18日に出陣することを決めた。また、石黒光義は育王仙(医王山)惣海寺の宗徒にも協力を要請したところ、惣海寺も近年一向流が広まったことで天台宗徒も日に日に一向宗に改宗していることを慣っていると語り、瑞泉寺討伐への協力に応えた。
石黒方は密かに戦支度を始めたものの、この計画はやかて瑞泉寺方にも伝わった。驚いた瑞泉寺蓮誓は竹部豊前らに相談し、当寺には堀や土手もなく、その上武具の類もないが如何にすべきかと問うた。これに対して一座の者たちは「坊主百姓にこのことを知らせて一戦に及び、もし味方軍が不利ならば栃原に引き上げて五箇山に隠れ、時節を待つべきである」と答えたという。そこで付近の坊主・百姓に石黒家との戦いが伝えられると、瑞泉寺には数えきれないほどの坊主・百姓が集まり始めた。また、富樫政親は瑞泉寺と密接な関係を有する本泉寺に対しても瑞泉寺への協力を控えるよう働きかけた。先述したように、蓮如の政治的立場を尊重する蓮乗は富樫の要請に応じて瑞泉寺への協力を行わなかった。

### 合戦の経過

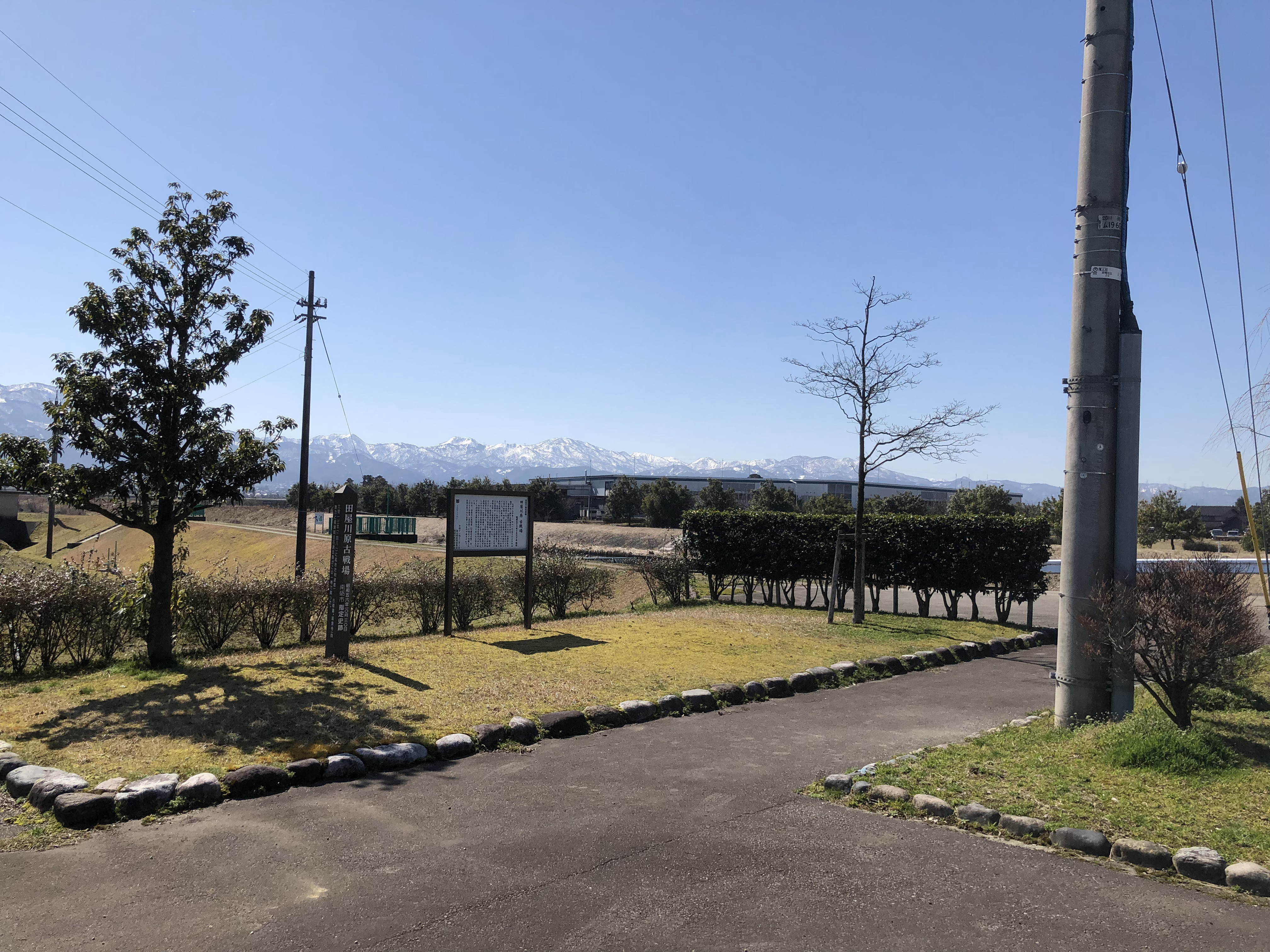
南砺市指定史跡　田屋川原古戦場跡

当初の予定通り2月18日に福光城を進発した石黒・惣海寺軍は、先陣に野村五郎と石黒次郎左右衛門率いる500名余り、二陣惣海寺宗徒1000名余り、本陣大将石黒右近光義以下500名余り、後陣300名余り、桑桂1600名から成り立っていた。一方、瑞泉寺には五箇山勢300名余り、近在百姓2000名余り、般若野郷の百姓1500名、そのほか射水郡百姓1000名らが武鍵 熊手・棒・鎌をなどを持って集い、総勢5000名余りの石黒方を上回る大軍勢となった。
瑞泉寺軍は井波より1里西の山田川まで押し出し、山田川沿いの田屋川原の地にて石黒軍を待ち構えた。到着した石黒軍は瑞泉寺軍が予想よりも遥かに多いことに気づいたが、坊主・百姓ならば蹴散らせると見て先陣500名余りと惣海寺宗徒300名が遂に瑞泉寺方に攻撃を仕掛けた。
これより先、かつて石黒家に仕えていた坊坂四郎左衛門は何らかの理由で石黒家に居所の桑山城から追い出され、土山御坊に寄宿していた。本泉寺を通じて土山に石黒家の瑞泉寺討伐の企みが伝わると、加州(加賀国)の宗徒2000人余りが瑞泉寺への助力のため集結した。坊坂四郎を中心とする土山の軍勢は全軍を二手に分け、一方は医王山惣海寺、一方は石黒家の居城福光条へ攻撃を仕掛けた。惣海寺・福光城ともに主力は田屋川原方面に出払っていたために防御の兵はないに等しく、まず惣海寺が陥落し、48の寺院は放火によって燃え尽きてしまった。福光城も女童ばかりで防ぐ者がなく、こちらも城下町が焼き払われた。
田屋川原において瑞泉寺方と激闘を繰り広げていた石黒軍は、物見の報告によってまず医王山の山谷より煙が立ち上がっていることに気づいた。更に福光城からも火が上がるのが見えると石黒・惣海寺軍は遂に戦意を喪失し、石黒勢1600名は挟撃を恐れて我先にと逃げ出した。瑞泉寺方は逃れる石黒方を追撃して700名余りの首を取り、馬具などを奪って野尻方面(現砺波市・南砺市境の一帯)にまで進出した。
石黒光義はこの地方で最も由緒の古い安居寺 (旧福野町西部)に逃れたが、瑞泉寺方はここまで押し寄せ、光義主従16名は全員腹を切り、 その首は獄門にかけられたという。この一戦後、利波(砺波)郡の国侍・地頭は残らず降参して井波に降ったため、「利波郡は瑞泉寺領と成」ったという。ただし、後述するようにこの時点で瑞泉寺による砺波郡支配が確立したかどうかについては、異論がある。

## 「文明13年の越中一向一揆」

### 史料源の問題
史上初の越中国における一向一揆として注目される田屋川原の戦いの戦いであるが、前述したようにこの戦いについて言及するのは『闘諍記』という史料しか存在しない。『闘諍記』のテキストは3本現存するが、いずれも書写年代が比較的新しく、最も古い写本とされるものでも18世紀後半をさかのぼらない。その上、いずれの写本にも「百姓町人」「当御坊」「院主」といった戦国時代にはまだ用いられない近世的用語が散見されるため、基本的に『闘諍記』は後世の偽書であると考えられている。ただし、後述するように『闘諍記』というテキスト自体が偽書であっても、そこに記される内容は何らかの史実を反映していると考えられている。

### 東大寺文書

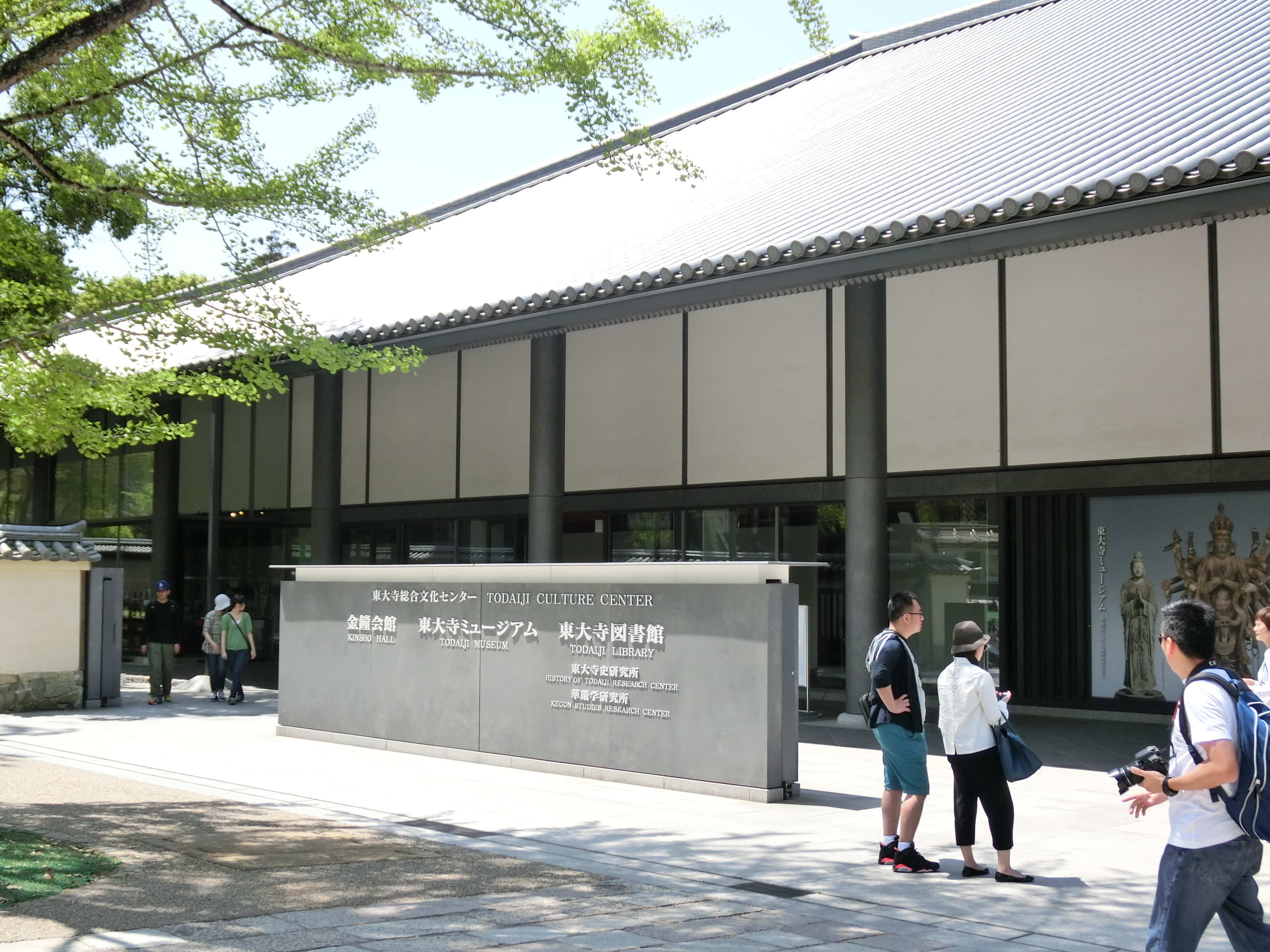
東大寺文書を蔵する東大寺総合文化センター

それまで史実かどうか疑わしい存在と見られていた「田屋川原の戦い」を、新出史料（東大寺文書）を用い初めて史学的検討の対象としたのが新行紀一の論文「文明13年の越中一向一揆について」であった。新行は次のような二つの東大寺文書を紹介し、これこそ「田屋川原の戦い」について言及するものであるとした。
新行はこの文書の発行時期がおおよそ文明後半~長享年間であること、 文書で一揆の起こった地とされる「高瀬荘」が井波瑞泉寺と近接すること（ともに旧井波町に属する）を挙げ、東大寺文書中の「土一揆」は「田屋川原の戦い」そのものか、もしくは「田屋川原の戦い」の結果「土一揆」が生じたのだと論じた。この論考が発表されて以後、「田屋川原の戦い」は「文明13年の越中（砺波郡）一向一揆」とも呼ばれるようになる。
この新行説に対して新田二郎は東大寺文書の述べる「土一揆」を「田屋川原の戦い」とは断定できないと批判、また文明年間以後にも砺波郡で国人が活動している史料を挙げて「闘静記」が述べるように文明13年の一揆によって砺波郡全域が一向宗の支配下に入ったとは考え難いと指摘した。「田屋川原の戦い」の存在そのものに懐疑的な新田の考え方は必ずしも受け容れられていないが、新田の指摘する「闘静記」の問題点は重要な論点として後続の研究者にも引き継がれている。

### 傍証
新行・新田の議論を受けて、久保尚文・金龍静らが東大寺文書に記される「高瀬荘の土一揆」と、「闘静記」に記される「田屋川原の戦い」の関係について更に議論を進めた。まず、金龍静は「田屋川原の戦い」 が存在したと考えられる傍証として、以下の3点を挙げた。
1点目は平安時代後期から連綿と続いてきた福光石黒家と、医王山惣海寺が確かに戦国時代のある時期から史料上に現れなくなること。福光石黒家は倶利伽羅峠の戦いにも参戦した越中でも最も歴史の古い家系であるが、戦国時代に入ると福光方面での活動は見られなくなる（但し、木舟城石黒家は存続する）ため、石黒家が福光を失うに至る何らかの事件が存在したことが想定される。
2点目はこの頃から真宗系寺院が砺波平野に進出し始めていること。最初期の越中の真宗系寺院は土山御坊（後の勝興寺）、砂子坂の善徳寺と加越国境の山岳地帯に位置していたが、15世紀末から一斉に砺波平野に進出し始める。特に善徳寺は福光石黒家の本拠たる現福光町付近に一度進出しており、このような善徳寺の進出は福光石黒家の没落がなければできなかったと考えられる。また、文明13年に中田（現高岡市南部）に勝興寺の坊舎が建設されたことも「田屋川原の戦い」における一向一揆の勝利の成果であると考えられている。
3点目はこの頃の加越真宗教団の中心的存在たる二俣本泉寺の動向である。本願寺側の記録によると本泉寺蓮乗は文明12年より病となり、翌年蓮悟が後継者として出家するも僅か14歳であり、この頃の本泉寺は主導的に動きうる立場になかった。これは「田屋川原の戦い」において本泉寺が動かず、越中勢が主体的に戦ったとする「闘静記」の記述と合致する。
また、久保尚文は研究者の間でも議論の分かれる「一揆後、山田川を境として西は安養寺領、東は瑞泉寺領となった」という「闘静記」の記述について、この前後の文章が文脈上不自然なものであることなどから、これはもともと本文補足の書き込みだったものが後代に本文に混じったものではないかと推測した。一連の文章を後世の加筆と見なすことで「闘静記」 の矛盾部分はある程度解消されるため、 久保は加筆部分を除いた「闘静記」を史実を反映するものと見なしうる、と論じている。
以上の点を踏まえ、現在では「『闘諍記の記す田屋川原の戦い』が実際にあったかどうかは立証できないが、それに類する福光石黒家・医王山惣海寺と越中一向一揆との戦いは存在したのではないか」 とする見解が主流である。

## 影響

### 砺波郡の支配に関する研究史
従来の「田屋川原の戦い」をめぐる議論の中で、最も研究者の注目を引き議論が分かれてきたのが「闘静記」の「山田川のことなるか西は安養寺領と定ける、川東は瑞泉寺領也」という一文である。そもそも、戦後日本の歴史学の中では階級闘争史観に基づいて一向一揆の領主化運動を研究する流れがあり、その最も早期の事例として「田屋川原の戦い」が注目されてきた背景があった。
「闘静記」は「田屋川原の戦い」を経て「利波郡は瑞泉寺領と成」ったとするが、この記述の意味するところについて研究者の見解は分かれている。当初、新行紀一らはこの記述をそのまま受け入れ、「田屋川原の戦い」によって砺波郡にも加賀一向一揆のような門徒領国制が確立したと論じた。
これに対し、新田二郎は「闘静記」以外の同時期の砺波郡に関わる史料を精査し、 実証的に新行説を批判した。まず、新田は文明18年(1486年)の書状などを挙げて文明18年以降も砺波郡内では荘園領主の代官が一定の得分を持つ記録が残るが、逆に一向宗勢力が荘園の動向に関わったことを伝える史料がほとんどないことを指摘した。また、「官知論」の「長享二年加州土賊蜂起」に関わる記述に越中の国人が「放生津・吉江・運沼」に集結したとあることに注目し、国人が砺波郡内の吉江(石黒家の拠点である福光の東に隣接する地域)・蓮沼に集結したことは長享2年に至っても石黒家の旧領が国人側の有力拠点と位置付けられていたことを示すものであると述べた。また、新田は永正3(1506)年の越後勢との戦いこそ研波郡全体を巻き込む最初の一向一揆であるとしつつ、この戦いの後でさえも国人の勢力が研波郡に残存していたことを示す史料があることを紹介した。その上で、 砺波郡内においては長く武士国人領主勢力と一向宗坊主の抗争が続き、加賀国のような一向宗による一円支配は成立しなかったと論じた。
久保尚文は新田二郎の批判を受けて 「闘静記」の記述を再考察し、新田氏の「闘静記」批判を継承しつつ、「闘静記」には部分的に史実と見なしうる箇所も存在するという、従米の研究を折衷する立場の論考を行った。久保は先述したように「闘静記」の一部を後世の加筆と見なすことでそれ以外の箇所は史実とみなしうると論じる一方、「田屋川原の戦いの結果、砺波郡は一向宗の支配下に入った」 という点については新田説を支持して史実に反するものと見なす。また、これに関連する史料として 「反故裏書」の「越中国坊主衆は土山坊の与力とするが、河上の分のみは瑞泉寺の与力とする」 という記述を紹介し、本来は砺波郡内の与力を土山(安養寺)と瑞泉寺で分割していたのが、後代になって両寺が砺波郡を分割支配していたというニュアンスに変化していったのではないかと推測する。そして、越中が加賀のような本願寺領国化の道に進まなかったのは、本願寺が当時の幕府体制下に組み込まれた結果であるとする。
金龍静は新行紀一の挙げた東大寺文書の記述について、そもそもこの史料では何故「地下人一向宗」とわざわざ両者を分けて記述しているのか（同時代の荘園での未進・逃散記録では一向宗徒は地下人の中に含まれる）、という点に注目した。この点について、金龍静は文明年間の加賀額田荘得丸名の相論において、 額田惣荘側が「仏法の当敵を責め失せる廉直の弓矢（仏法の敵を破る戦い）」であったことを理由に当時の慣習に逆らった判断をしたことを紹介し、高瀬荘における土一揆についても同様の論理が働いたのではないかと指摘する。すなわち、「高瀬荘の一揆」は「仏法の戦い」という名目の下で荘園領主側と争ったからこそ東大寺文書にも一揆の主体が「一同宗」であると記録されたのであり、やはり「高瀬荘の一揆」は一向一揆的側面を有するものであった、と論じている。
現在では、「田屋川原の戦い」後の砺波郡について久保尚文の提唱する説(「田屋川原の戦い」は実在したと考えられるが、それによって砺波郡が即座に一向宗の支配下に入ったとは考えられない)を踏襲する見解が主流である。

### 一向一揆勢力
今まで述べてきたように、「田屋川原の戦い」はそもそも実在自体が疑われるものであり、「闘静記」が述べるようにこの戦いによって一挙に一向一揆による砺波郡支配が確立されたとは考えがたい。この点について、久保尚文は文明13年中に加賀国河北郡刈野村の年貢滞納が問題になっていることを挙げ、「田屋川原の戦い」における一向一揆側の勝利は、砺波郡において国人領主（石黒氏）が没落したことよりも、むしろ越中に逃亡していた加賀衆が帰国し活動を活発化させたことにこそ意義があると論じている。すなわち、「田屋川原の戦い」は加賀国内の間題が砺波郡に波及したものに過ぎず、長享2年の加賀一向一揆による富樫政権の打倒、いわゆる「百姓の持ちたる国」の建設への助走になったことにこそこの戦闘の歴史的意義があったと論じている。しかし、加賀国において一向一揆支配が一挙に確立したのとは裏腹に、越中における一向一揆支配は複雑な過程を辿って成立していった。
「田屋川原の戦い」が砺波郡内部の問題に留まったのに対し、 越中全体を巻き込み情勢を一変させたのが永正3年の一向一揆であった。この年、一向一揆勢は越中国中央部を支配する神保慶宗の協力を得て越後守護代の長尾能景を敗死させ、越中全域を占領するに至った。しかし、越後において長尾能景の息子為景が跡を継ぐと越中守護島山尚順の協力を得て永正12年より越中への侵攻を開始し、大永2年まで越中では守護勢力と一向宗勢力との間で激戦が繰り広げられた。当初、畠山尚順は越中東部の新川郡の守護代職を長尾為景に譲り、西部の婦負郡・砺波郡には神保慶明·遊佐慶親を守護代として守護支配体制の復活を図っていたようであるが、一向一揆との戦いが膨着状態に陥ったこと、島山尚順自身の政治的没落によって大水3年までに品山家と本願寺の間で和議が結ばれるに至った。永正年間の一連の争乱は明確な勝者を生まないままに和睦に至り、越中は名目上「畠山殿分国」のままとされた。しかし、一連の戦乱を経て越中国内には一同宗の勢力が十分に浸透しており、婦負郡においては畠山家の支援を受けた神保慶明は失脚し、一向宗と協力関係を取った神保長識が台頭した。

### 石黒氏

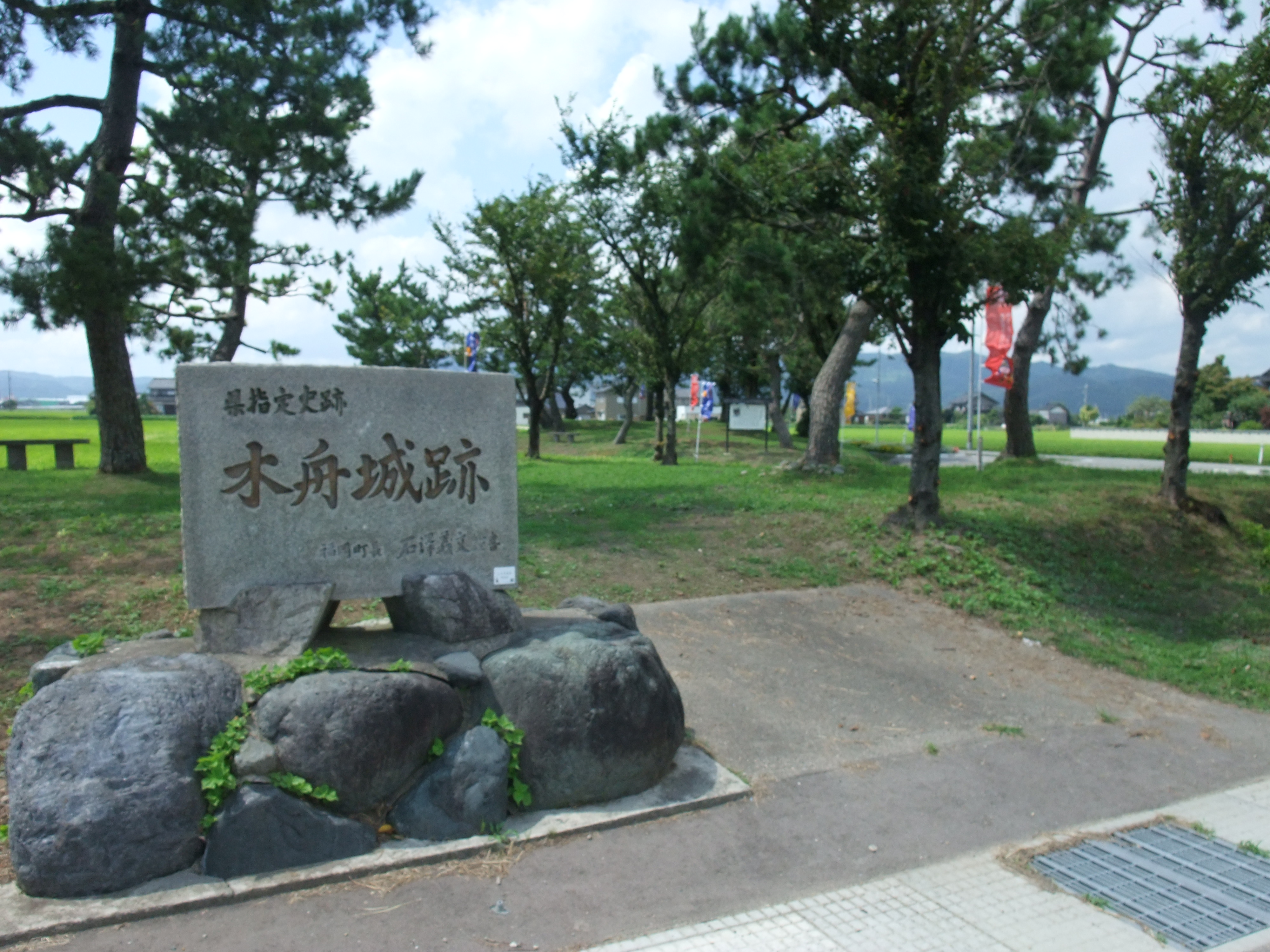
「田屋川原の戦い」後、石黒家の中心となった木舟城址

福光石黒家は田屋川原の戦いによって断絶したとされるが、 石黒一族全体が滅亡したわけではなく、とりわけ木舟城（現小矢部市石動町付近）に拠る石黒家は戦国時代を通じて勢力を維持し続けていた。
永正16年の「苦提寺長寿院宛書状」によると、「石黒又次郎」なる人物が雄神荘（旧雄神村 現砺波市最南部）の長寿院への寄進に関わっており、この「石黒又次郎」は現存する系図により木舟城主の 「石黒光直」であると判明している。この書状により、1519年時点においても木舟城の石黒家は居城周辺のみならず、雄神荘を含め砺波郡全域を広く統括していたことが窺える。
久保尚文は、前後の状況から永正3年の一向一揆によって守護代の遊佐氏が砺波郡を追われて以後、代わって石黒光直が郡代的な立場で公務を執ったのだろう、と推測する。また、「天文日記」には「石黒又小郎（小次郎と同一人物とみられる）」が天文10年2月4日に本願寺証如に門徒入りを願い出ている。この記述について、石黒家が一向一揆勢力に追い詰められた結果であるとする見方もあるが、石黒家の砺波郡支配が安定的に進展していたからこそ、方便としての門徒入りがなされたのだとする見方もある。久保尚文は瑞泉寺(一向宗)か石黒家(国人)か排他的に支配を確立したと見る二者択一的理解は事態の把握を妨げるものであると述べ、両者が共存していたことを指摘している。

### 医王山
「闘静記」の記述に従えば湯涌谷衆の奇襲によって惣海寺一帯は焼かれたとされ、 実際に平成4年の発掘調査で発見された14-15世紀の寺院遺構には焼け跡が見つかっている。文明13年の「田屋川原の戦い」で従来の医王山修験道の世界が一気に滅亡したと断定はし難いが、前述したように「文明年間に医王山修験系から一向宗系に転じた」という伝承を持つ寺院が多数現存することも事実であり、 文明年間が医王山修験系寺院衰退の時期であったことは間違いない。医王山修験系寺院の名残は、現南砺市才川七地区の医王山宗善寺が所蔵する「澄大使像」 などに今もみられる。
現代においても、医王山山中には「惣海寺跡」「海蔵寺跡」「開往寺跡」「桃源寺跡」「永福寺跡」などの地名が残っている。また、「桃源寺」は現魚津市に、「永福寺」は現富山市に現存しており、それぞれ医王山山中出自の伝承を有している。